# OCR-A
OCR-A est une police de caractères créée en 1968, à l’époque où l’utilisation de la reconnaissance optique de caractères a commencé à se généraliser dans le tri de courrier. OCR-A utilise des traits d’épaisseur régulière dans le dessin de ses caractères. La police est à chasse fixe. Elle est normalisée dans la norme américaine ANSI X3.17-1981.
En 2011, OCR-A figure parmi les vingt-trois fontes numériques acquises par la collection Architecture et Design du MoMA de New York.

## Sources
- (en) American National Standard Institute, ANSI X3.17-1981 – American National Standard Character Set for Optical Character Recognition (OCR-A), American National Standard Institute, 1981, 53 p. (lire en ligne [PDF]).